# مراسلة جنسية

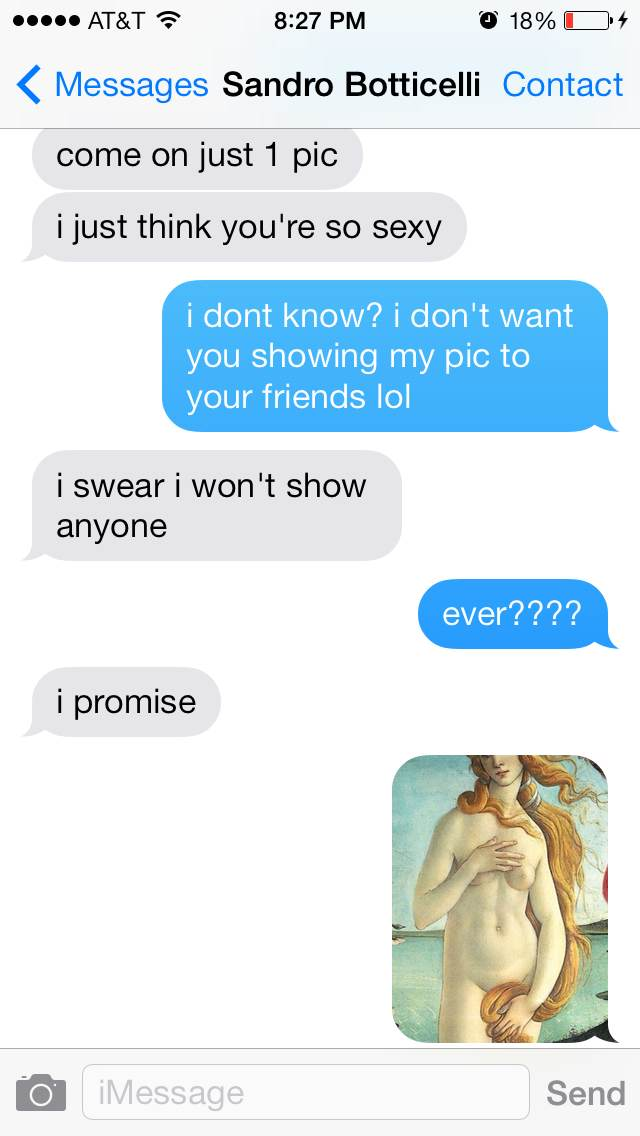
هذه محادثة نصية محاكاة باستخدام فنان عصر النهضة المبكر ساندرو بوتيتشيلي "ولادة فينوس" ، الموجودة في المجال العام.

المراسلة الجنسية (بالإنجليزية: sexting)‏ هي إرسال الرسائل أو الصور الموحية جنسياً بين الجوالات بصفة أساسية. المصطلح ظهر في بداية القرن الحادي والعشرين وهو مكون من كلمتي : جنس (sex)، وإرسال الرسائل (texting) أو الصور.